# Rahder
Rahder is een Nederlands patriciërsgeslacht.
Deze familie zou afkomstig zijn uit Mülheim am Rhein. Omdat het archief van Mühlheim is vergaan is de verdere herkomst van dit geslacht niet na te gaan.  Als stamvader van het Nederlandse geslacht Rahder wordt Herbert Rahder genoemd. Zijn weduwe, Maria Christina Cölsch, hertrouwde in 1761 met ene Hendrik Schaap en verhuisde vervolgens met haar kinderen naar Amsterdam.
In het Nederland's Patriciaat wordt het familiewapen als volgt omschreven: in zilver een zwart achtspakig rad. Helmteken: een zilveren vlucht, waartussen het rad van het schild. Dekkleden: zilver en zwart.
In het geslacht Rahder komen veel wijnkopers, geleerden en militairen voor.

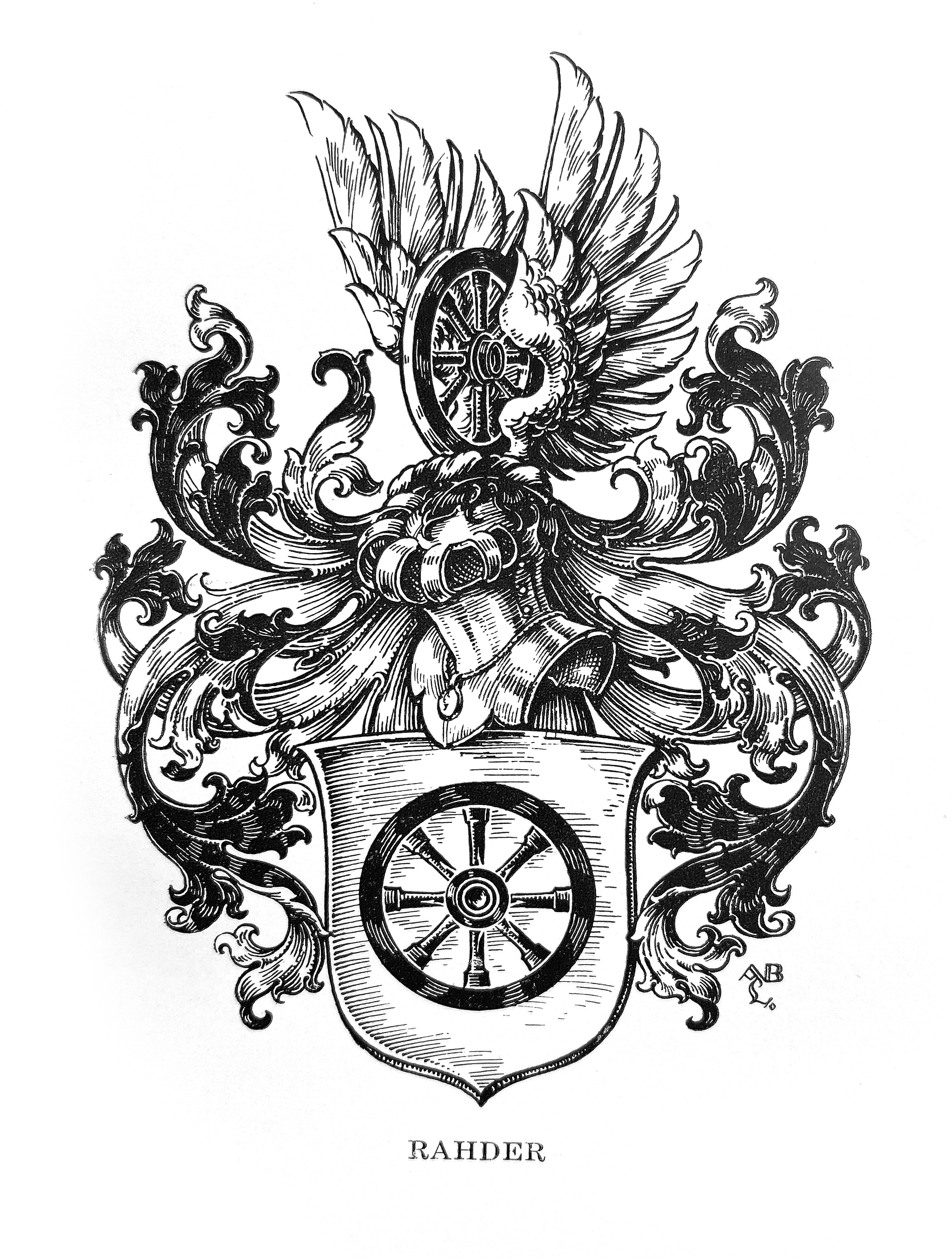
Wapenschild van de familie Rahder

## Enkele leden van dit geslacht

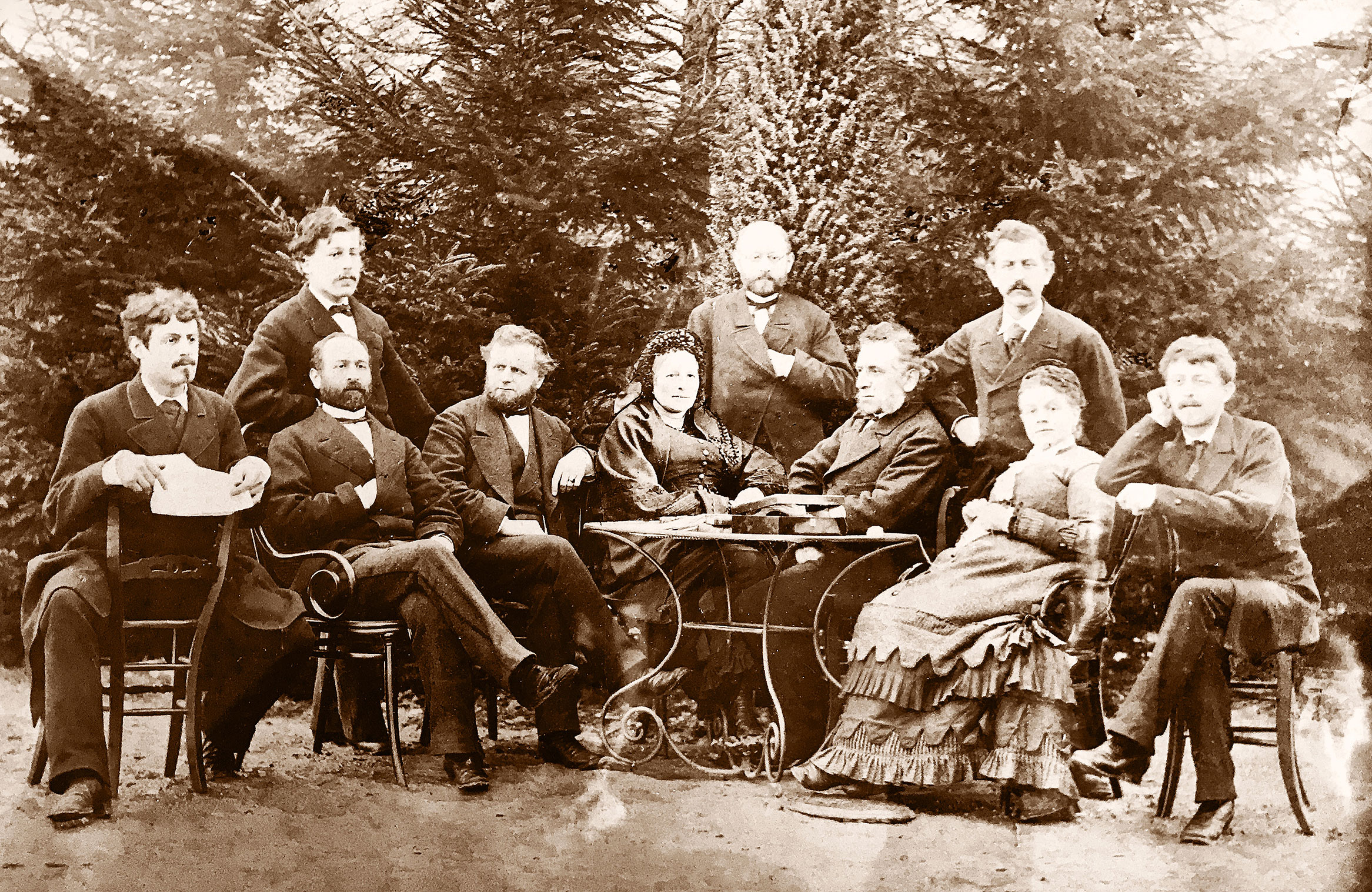
Kinderen van J.C. Rahder (1812-1872) Vervener te Nieuweroord

- Simon Rahder (1791-1839) wijnkoper, garde d'honneur 26 april 1813
- Johannes Rahder (1820-1896) wijnkoper van fa. Jan Rader
- Wilhelmus Johannes Rahder (1855-1929) eerste luitenant genie
- Wilhelmus Jacobus Rahder (1859-1934 ) resident Oostkust van Sumatra, Ridder in de Orde van de Nederlandse Leeuw
- Lucie Maria Johanna Rahder (1874-1947) was gehuwd met Johan Filip Koenraad van den Arend een kleinzoon van Johan Filip Koenraad Schwaebe
- Prof. Dr. Johannes Rahder (1898-1988) hoogleraar Japans aan de Rijksuniversiteit Leiden (1931-1946) en Yale University (1947-1965)[2]
- Mr. Hendrik Rahder (1866-1936) president van de Raad van Justitie te Medan, Nederlands-Indië
- Eduard Rahder (1868-1937) zeeofficier, later inspecteur LO te Alkmaar, Ridder in de orde van Oranje Nassau
- Jan Coenraad Rahder (1812-1872), Een van de directeuren van de Maatschappij tot Exploitatie der Westerborker Broekvenen. Stichter van het dorp Nieuweroord te Drenthe. In 1863 start hij de Machinale Rahder turf B.v. die als eerste de turf machinaal verwerkt.